# Понтонски мост
Понтонски мост је пливајући, најчешће привремени мост на ријеци или каналу, састављен од више упоредно усидрених и повезаних појединачних понтона-сплавова, на линији попречно од ријечног тока. Преко понтона постављају се носачи од греда, повезани попречним спонама и оплата од дасака или челичних лимова. На пловним токовима дио моста је урађен тако да се може отварати ради проласка бродова и дугих пловила. У рату их граде понтонири и служе за прелаз тенкова, топова и других возила као и за превоз живе силе.